# Saint-Quentin-les-Chardonnets
Saint-Quentin-les-Chardonnets è un comune francese di 285 abitanti situato nel dipartimento dell'Orne nella regione della Normandia.

## Società

### Evoluzione demografica
Abitanti censiti